# كنيسة اللاتين (حلب)
كنيسة القديس فرنسيس الأسيزي وتسمى أيضا كنيسة اللاتين للآباء الفرنسيين ويطلق عليها اختصاراً كنيسة اللاتين وهي واحدة من أهم الكنائس الحديثة في مدينة حلب وأكبرها مساحةً. تم تكريسها تيمناً بالقديس فرنسيس الأسيسزي اللذي أسس الرهبنة الفرنسيسكانية. كان مقرها مقبرة للطائفة الرومانية الكثوليكية. وفي العام 1934 بدأ ببناء الكنيسة واستغرق بناءها حوالي ثلاث سنوات لتم تدشينها في 10 تشرين الأول / أكتوبر 1937. بنيت الكنيسة على طراز كاتدرائية القديس بطرس في الفاتيكان وبنيت أبراجها الأمامية على الطراز الكلاسيكي لكنائس القرن السادس.
يقع إلى جانب الكنيسة دير يقيم فيه الآباء الفرنسيسكان (رهبان القديس فرنسيس الأسيزي) يطلق عليه أيضاً دير اللاتين.